# FlOw
Pour les articles homonymes, voir Flow.
flOw est un jeu vidéo de type simulation de vie conçu par Jenova Chen et Nicholas Clark et développé en Flash. Publié  en 2006 sur le Web, le jeu a connu un succès d'audience immédiat. Les créateurs, qui ont monté leur propre structure, thatgamecompany, ont été démarchés par Sony Computer Entertainment dans le but d'adapter le jeu sur PlayStation 3, en téléchargement sur le PlayStation Network en 2007. Une version PlayStation Portable a vu le jour en 2008, et des versions PlayStation 4 et PlayStation Vita en 2013.

## Système de jeu
Le joueur dirige un micro-organisme, sorte de plancton, dans les profondeurs d'un milieu subaquatique. D'abord de forme simple, l'organisme grandit et se complexifie au fur et à mesure qu'il dévore d'autres créatures. Sans but prédéfini et livré à lui-même, le joueur est invité à explorer ce monde abstrait, à expérimenter et à comprendre ses ressorts pour survivre et faire évoluer sa créature ou plus simplement, à contempler cet univers visuel élégant à l'ambiance sonore méditative.
Imaginé par Jenova Chen, flOw a été développé sur le logiciel d'animation vectoriel Adobe Flash et publié gratuitement sur internet, jouable en ligne ou bien téléchargeable sur le site officiel de Jenova Chen. Le jeu a été conçu dans le cadre de la thèse de recherche de Chen à l'« Interactive Media Division » de la réputée « École de Cinéma et de Télévision » de l'université du Sud de la Californie (USC). Le jeu comprend un « ajustement dynamique de la difficulté » (DDA) qui permet au système de s'adapter aux différents niveaux de compétence des joueurs, permettant à ces derniers de progresser à leur rythme.
Le jeu a été conçu de manière qu'aucune difficulté insurmontable ne puisse venir bloquer la progression du joueur : tout problème est contournable et il n'y a aucun game over. C'est aussi à cette « philosophie » de game design à laquelle le titre du jeu, flOw - qui signifie « écoulement » - fait référence.

## Version PlayStation 3
Dirigée par Nicholas Clark, la version PlayStation 3 a été annoncée en mai 2006 et éditée en février 2007. Cette version propose diverses améliorations, dont quatre nouvelles créatures, qui s'ajoutent aux deux initiales. Chacune possède ses caractéristiques et son environnement propre. Le système de jeu se voit enrichi de nouveaux mécanismes : par exemple, un type d'organisme a la possibilité de paralyser ses proies, un autre peut tournoyer sur lui-même pour attirer la faune environnante, etc. La jouabilité du titre a été adaptée aux fonctions gyroscopiques de la manette Sixaxis et la créature se contrôle en inclinant le contrôleur. Les boutons permettent de lancer la seule et unique aptitude de l'animal (accélérer, tournoyer...). Un mode deux joueurs a également été implémenté permettant à deux organismes d'évoluer côte à côte.
Toujours réalisée par Austin Wintory, l'ambiance sonore épurée comprend de nouvelles compositions, avec des notes de musique qui « répondent » aux actions du joueur. La réalisation visuelle a gagné en détails et en finesse. Le jeu propose un affichage Full HD en 1080p et une bande-son 5.1 certifiée THX.
Jonathan Blow, créateur de The Witness, est intervenu durant le début de sa carrière sur le portage PlayStation 3 de flOw. Le développement sur PlayStation 3 présentait de réelles difficultés de par son architecture matérielle radicalement différente et complexe par rapport aux architectures PC. Jonathan Blow a ainsi aidé au portage du système de particules du jeu pour le faire fonctionner sur le coprocesseur de la PlayStation 3 .

## Accueil
Dans les deux semaines qui ont suivi la publication du jeu sur le Web, flOw a été téléchargé à 350 000 reprises. Au mois de juillet 2006, le nombre de téléchargements atteignait 650 000. flOw a par ailleurs été élu « Jeu internet du mois » par le magazine Edge en mai 2006.
La version PlayStation 3 a reçu des appréciations positives dans les plus importants média vidéoludique mais les réactions furent néanmoins divisées. Par son caractère non conventionnel, le jeu fut l'occasion de reposer la question de la définition du jeu vidéo mais aussi de pointer les limites de la "critique" traditionnelle, assez embarrassée face à cet « ovni vidéoludique ». flOw a reçu le Game Developers Choice Awards 2008 du « meilleur jeu téléchargeable de l'année ».
Notes dans les médias : 1UP.com 7/10 • Eurogamer 7/10 • GameSpot 7,1/10 •  IGN 7,6/10 • PlayStation Magazine 16/20

## À noter
- Le premier jeu de Jenova Chen, Cloud, a été récompensé à la « Slamdance Guerilla Gamemaker Competition »[3] et à l'« Independent Games Festival »[11].
- Sony a passé un accord avec thatgamecompany dans le but de publier leurs trois prochaines productions. Les membres du studio, composé d'anciens élèves de l'USC, travaillent directement au QG de Sony Computer Entertainment America, basé à Santa Monica[12].

## Équipe de développement
Version Flash
- Jenova Chen - Production, Game Design, Programmation, Visual Art
- Nicholas Clark -  Game Design, Programmation
- Austin Wintory - Musique, effets sonores

Version PlayStation 3
- Kellee Santiago - Productrice
- Nicholas Clark - Directeur, game designer
- John Edwards - Programmeur principal
- Hao Cui - Directeur artistique, artiste principal
- Helen Hyung Choi - Art Direction
- Austin Wintory - Musique et effets sonores